# 전부 아니면 무
전부 아니면 무(All Or Nothing)는 프랑스에서 제작된 마이크 리 감독의 2002년 드라마 영화이다. 티모시 스폴 등이 주연으로 출연하였고 시몬 차닝 윌리엄 등이 제작에 참여하였다.

## 출연

### 주연
- 티모시 스폴
- 레슬리 맨빌

### 조연
- 앨리슨 갈랜드
- 제임스 코든
- 러스 쉰
- 마리온 베일리
- 폴 제슨
- 샘 켈리
- 캐스린 헌터
- 샐리 호킨스

## 제작진
- 미술: 이브 스튜어트
- 의상: 재클린 듀런
- 배역: 니나 골드